# Attilio Odero
Attilio Odero (Gênes, 1er janvier 1854 - Gênes, 11 mai 1945) était un entrepreneur italien dans le secteur de la construction navale et un sénateur du royaume d'Italie pendant les XXVIIIe, XXIXe et XXXe législatures.

## Biographie
Né de Nicolò, importateur de houille puis transitaire, et de Maria Cavezzari, après avoir obtenu son diplôme de fin d'études à l'âge de 18 ans, il entre au chantier naval de Sestri Ponente (Cantiere navale di Sestri Ponente), anciennement Westerman, que son père avait acquis. Ce n'est pas une période facile pour l'industrie navale italienne, toujours basée sur la construction de navires en bois et à voile, qui est sur le point d'entrer dans une crise industrielle très grave: en six ans seulement, entre 1875 et 1881, les tonneaux produites passent de 87 691 à 11 536. C'est précisément la Ligurie qui subit le plus grand contrecoup, une région qui, avant l'unification, occupait déjà la première place dans la production nationale de navires, mais qui n'a pas pu satisfaire la demande croissante de navires à vapeur et en fer, ce qui a obligé les armateurs italiens à commander les nouveaux navires à l'étranger. Le passage de la production de voiliers à celle de bateaux à vapeur n'est pas seulement technologique, mais aussi organisationnel et financier, car il nécessite l'abandon d'une activité décentralisée - réalisée par de nombreux petits noyaux artisanaux -, et le début d'un processus de concentration dans quelques grands complexes industriels.
Même la société d'Odero, le Nicolò Odero fu Alessandro & C., a dû faire face à cette transformation, inévitablement lente et pleine de difficultés : en 1882, selon l'enquête parlementaire sur la marine marchande, le chantier naval de Sestri Ponente semble n'avoir construit qu'un petit navire à vapeur pour la Regia Marina et deux navires marchands d'un peu plus de 1 500 tonneaux, tandis que l'arrêt de la production navale était complété par la construction sur commande de pompes, de grues et de chaudières. Odero, qui est devenu le directeur technique de l'entreprise, a entamé un important processus de modernisation du chantier naval au début des années 1980, avec la construction de cales fixes en maçonnerie, indispensables à la construction de grands navires. Dès 1885, selon une nouvelle enquête parlementaire, le chantier naval d'Odero peut ainsi être inclus parmi les très rares établissements privés capables de construire des coques de navires et des moteurs en fer et en acier pour la marine. Dans les années suivantes, ce sont précisément les commandes de navires de guerre, qui sont arrivées avec une certaine continuité, qui ont marqué un tournant dans l'histoire entrepreneuriale d'Odero : grâce aux liquidités accumulées, l'armateur a pu entamer un processus d'intégration verticale et horizontale de l'entreprise, qui durera jusqu'au début du XXe siècle.
En 1895, Odero fait son entrée dans le capital de Piaggio & C., une société spécialisée dans la production de mobilier naval, dont son beau-frère Rinaldo Piaggio est un associé général. L'année suivante, il reprend la direction du chantier naval Foce (Cantiere della Foce) de la ville de Gênes, un complexe de plus de 30 000 mètres carrés avec cinq cales, capable d'accueillir des coques jusqu'à 150 mètres de long ; il crée à cet effet une nouvelle société : Nicolò Odero & C.. L'opération la plus importante a cependant eu lieu en 1899, lorsque, avec les représentants de l'autre grande famille italienne de la construction navale, les Orlando, Odero est entré dans le groupe de contrôle de la société Alti Forni Acciaieria e Fonderia di Terni, la principale entreprise sidérurgique italienne, fondée en 1884 à l'initiative de l'industriel vénitien Vincenzo Stefano Breda, dans le but d'intégrer en amont la société Odero et de garantir la fourniture de produits semi-finis essentiels à la production de la construction navale. L'intégration formelle de l'aciérie avec les chantiers navals a eu lieu quelques années plus tard, en 1904, lorsque Terni a acheté une part substantielle du capital des sociétés en commandite avec lesquelles les familles Orlando et Odero contrôlaient leurs usines. Le lien avec l'aciérie donne aux chantiers navals des avantages économiques considérables, puisque c'est en fait Terni qui finance la construction navale par la fourniture de tôles avec de généreux délais de paiement, en attendant que les chantiers navals encaissent l'argent de l'État et des autres clients. Le plan d'intégration verticale est achevé en 1908 avec la création de Vickers-Terni, née avec la collaboration de la société britannique Vickers, qui ouvre à Melara, La Spezia, une usine pour la production d'artillerie navale et terrestre.
Les chantiers navals de Gênes et de Sestri Ponente étaient gérés par la famille Odero depuis 1871. Le chantier naval était équipé pour la construction de navires de petit et moyen tonnage. Les ateliers mécaniques qui occupaient la plus grande partie de l'usine construisaient des machines à vapeur de tous types (et jusqu'à la plus grande puissance) ainsi que des moteurs à combustion interne tels que Sulzer et Fiat. En 1905, Odero fait partie des fondateurs de San Giorgio. Il a également été président de l'Acciaierie di Terni et de l'OTO (Odero-Terni-Orlando).
En 1933, le passage de Terni et d'OTO sous le contrôle du nouveau conglomérat public, IRI (Istituto per la Ricostruzione Industriale ou Institut de reconstruction industrielle), a entraîné une sortie partielle du secteur de la construction navale de la famille Odero. En 1936, l'entrepreneur a créé la Fondation du même nom, un corps moral à but caritatif, à laquelle il a légué après sa mort en mai 1945 l'ensemble de sa succession.

## Distinctions honorifiques
- - Chevalier de l'ordre du Mérite du travail

- 19 novembre 1905
- - Chevalier de l'ordre de la Couronne d'Italie

- 2 juin 1889
- - Commandeur de l'ordre de la Couronne d'Italie

- 23 avril 1908
- - Grand Officier de l'ordre de la Couronne d'Italie

- 14 décembre 1911
- - Commandeur de l'ordre des Saints-Maurice-et-Lazare

- 27 juillet 1913

## Archives
La documentation produite par les différentes sociétés gérées au fil du temps par la famille Odero est conservée dans le fonds Cantieri Navali Orlando aux archives d'État de Livourne.